# قطعنامه ۴۱۷ شورای امنیت
قطعنامه ۴۱۷ شورای امنیت سازمان ملل متحد که در تاریخ ۰۴ نوامبر ۱۹۷۷ تصویب شد، سندی بین‌المللی دربارهٔ آفریقای جنوبی است. این قطعنامه طی نشست ۲٬۰۴۶ام با ۱۵ موافق، ۰ مخالف و ۰ ممتنع تصویب شد.